# U-Boot-Ausschnitt

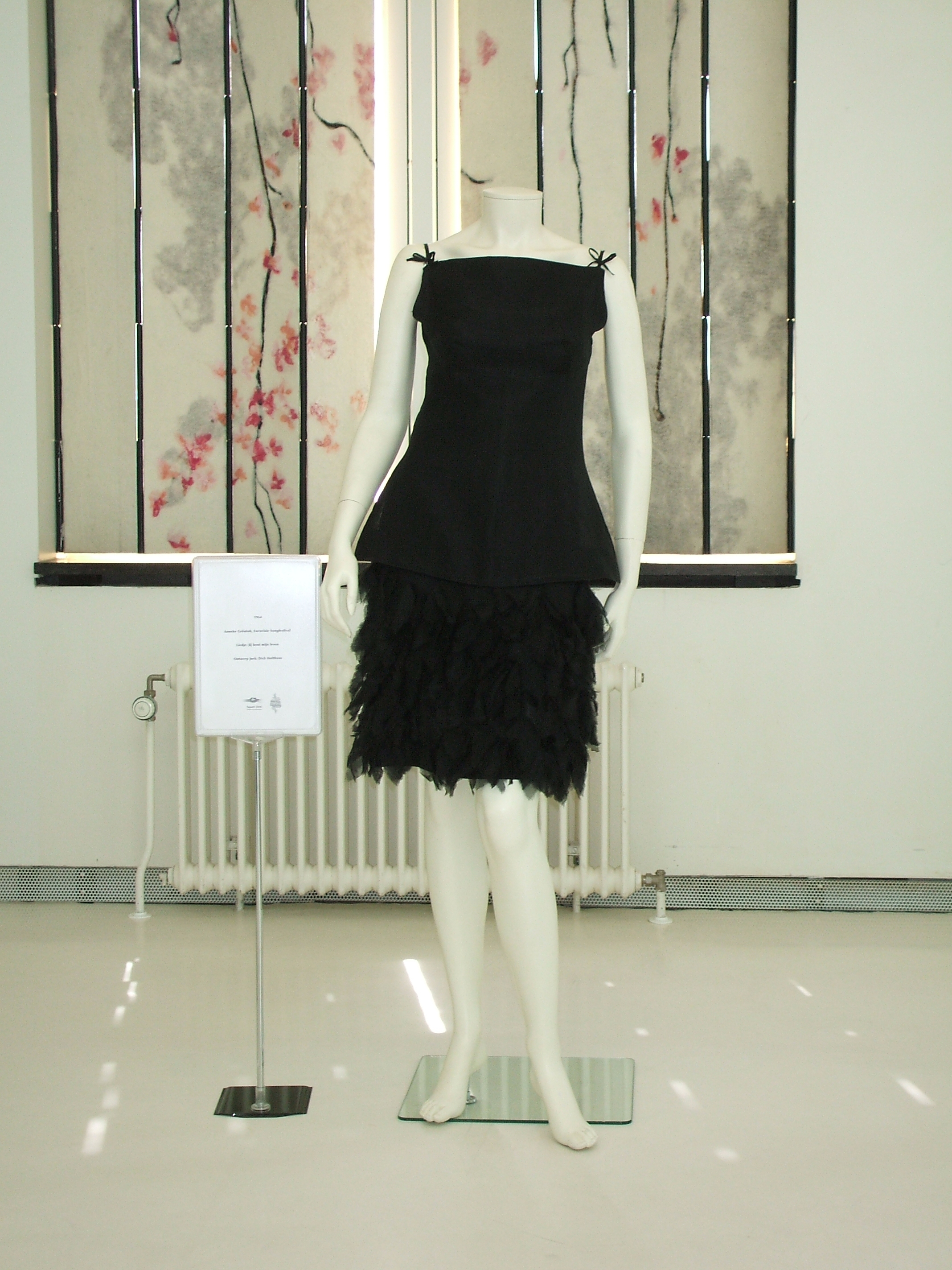
U-Boot-Ausschnitt

Der U-Boot-Ausschnitt oder U-Boot-Kragen ist ein Form der Gestaltung des Halsabschlusses bei Bekleidung, hauptsächlich beim Pullover, aber auch bei Blusen, Kleidern, Mänteln und Shirts. Es handelt sich dabei um einen breitgeschnittenen, ovalen Ausschnitt, der hoch geschlossen sein oder auch die Schulter weitgehend frei lassen kann.

## Alternative Namen
- Sabrina-Ausschnitt nach Audrey Hepburns Kleid im Film Sabrina (1954).[1]
- Bateau-Ausschnitt (Französisch für Boot)

## Etymologie (Namensherkunft)
Die Kragenform war Mitte des 19. Jahrhunderts bei der französischen Marine-Uniform zu sehen. Angeblich konnte man sich damit leichter und schneller ausziehen, wenn man über Bord ging.